# レッツゴー!仮面ライダーGIRLS
『レッツゴー!仮面ライダーGIRLS』（レッツゴーかめんライダーガールズ）は、2017年4月8日（7日深夜）から2024年3月30日(29日深夜)までアール・エフ・ラジオ日本で放送されていた深夜放送のラジオ番組。

## 概要
仮面ライダーGIRLSの井坂仁美、黒田絢子（2019年3月脱退）、秋田知里、鷲見友美ジェナがパーソナリティを務めるラジオ番組。仮面ライダーシリーズ40周年を記念して結成された女の子ライダーユニット「仮面ライダーGIRLS」の初の冠ラジオ番組である。
番組は、メンバー4人が揃って登場し、フリートークやコーナーを展開する。
放送開始2年目の2018年4月放送分からはメンバーから交代で2名ずつでの放送を基本に各メンバー1名での放送も行われた。
2019年4月からは黒田絢子の卒業によりメンバー3名での放送に変更。
2024年3月30日(2024年3月29日深夜)この日をもって7年間放送された番組は終了、放送回数は全365回だった。

## コーナー
最近これをやりました（嘘あり）
リスナーの近況報告を読み上げるコーナー。嘘をついてもOK。
ガールズ恋愛研究所
リスナーのの恋愛話を聞いてキュンキュンするコーナー。 おのろけや苦い話など、なんでもOK。
いさきかずこのズバッと言うわよ！
毒舌占い師“いさきかずこ”のお悩み相談コーナー。
ガールズイメージランキング
送られてきたガールズにまつわるベスト3のテーマを当てるコーナー。 例）食いしん坊っぽい人、3位「ひーちゃん」　2位「ジェナちゃん」　1位「ちーちゃん」など
これってA?B?
究極の二択コーナー。

## 過去のコーナー
1位を当てろガールズバトル！
1位が大好きなGIRLSがウェブサイトに掲載されているランキングの1位を当てていくクイズバトル。
スナックジェナ
あなたの恋愛エピソードを募集
チョイ足しレシピ
知里考案のコーナー。リスナーがお題のメニューを送り、一番いいチョイ足しを考える。 他「このメニューが嫌いだけどどうすればいい？」という悩みを送り、メンバーがどういうチョイ足しで好きになるかを考えていく。
深夜のガールズトーク！これってアリ？ナシ？
一つのテーマに対し、4人が「アリか」「ナシか」を語り合うトークコーナー。
ガールズバトル！⇒ミッションコンプリート
与えられたお題に、メンバー4人が挑戦するコーナー。
秘密のガールズショー
リスナーから送られてきた秘密を、みの絢子と久本知里が紹介する「秘密のケンミンショー」のパロディコーナー。
真実はいつも一つ！本当の自分発見
仁美考案のコーナー。自分たちさえ自覚していない深層心理を知るため、心理テストを送ってもらうコーナー。メールの投稿数1位のためレギュラーコーナー化。
メンバーすっぴん報告会
4人のすっぴん（裏側）を報告しあう。
ワールドライダーニュース
鷲見友美ジェナがキャスターになり、海外のトレンドニュースをイントネーション抜群にお届けする。

## 実現不明のコーナー
「真実はいつも一つ！本当の自分発見」「私の恋の“おのにが”話」と同じくメンバーが考案したが、メールの投稿数が少なく実現するか不明のコーナー。
こんな時どうする？
ジェナ考案のコーナー。「寝坊してしまい。会社に遅刻…上司は怖い人の場合どうする？」など、危機的シチュエーションを送ってもらい、GIRLSが言い訳や切り抜け方を考える。配役があれば、それも送ってもらう。
明日のGIRLS運勢
あや考案のコーナー。週末を楽しく過ごしてもらうため、リスナー考案の占いを送ってもらう。例）「○○座、絶好調！ラッキーアイテム○○、ラッキーフード○○」など

## ゲスト
- 遠藤三貴（オープニングのみ） - 2017年6月2日
- ぷちぱすぽ☆ - 2017年6月9日
- DJ KOO、Chubbiness - 2017年6月16日
- オジンオズボーン - 2017年8月18日、8月25日
- Ricky - 2017年10月13日、10月20日
- 大西洋平、鎌田章吾、幡野智宏 - 2017年11月17日、24日
- Fragrant Drive - 2019年3月11日

## 公開収録
| 回数   | 開催年月日     | 開催場所                             | 放送日         | ゲスト                         |
| ------ | -------------- | ------------------------------------ | -------------- | ------------------------------ |
| 第1回  | 2017年6月3日   | 横浜 ラジアントホール                | 2017年6月9日   | ぷちぱすぽ☆                    |
| 第1回  | 2017年6月3日   | 横浜 ラジアントホール                | 2017年6月16日  | Chubbiness , DJ KOO from TRF   |
| 第2回  | 2017年11月11日 | 横浜 ラジアントホール                | 2017年11月17日 | 大西洋平 , 鎌田章吾 , 幡野智宏 |
| 第2回  | 2017年11月11日 | 横浜 ラジアントホール                | 2017年11月24日 | 大西洋平 , 鎌田章吾 , 幡野智宏 |
| 第3回  | 2018年3月21日  | 青山 Future SEVEN                    | 2018年3月30日  | Shine Fine Movement            |
| 第4回  | 2018年9月15日  | 横浜 ラジアントホール                | 2018年9月28日  | なし                           |
| 第4回  | 2018年9月15日  | 横浜 ラジアントホール                | 2018年10月5日  | なし                           |
| 第5回  | 2018年12月15日 | 日本芸術専門学校（山王ヒルズホール） | 2018年12月22日 | なし                           |
| 第5回  | 2018年12月15日 | 日本芸術専門学校（山王ヒルズホール） | 2018年12月29日 | なし                           |
| 第6回  | 2019年3月11日  | 大井競馬場・トゥインクルステージ     | 2019年3月15日  | Fragrant Drive                 |
| 番外編 | 2019年6月1日   | 都内                                 | 2019年6月14日  | なし                           |
| 第7回  | 2019年6月16日  | 石ノ森萬画館                         | 2019年6月21日  | 石ノ森萬画館の高橋さん         |
| 第8回  | 2019年9月14日  | 横浜 ラジアントホール                | 2019年9月27日  | なし                           |
| 第8回  | 2019年9月14日  | 横浜 ラジアントホール                | 2019年10月4日  | なし                           |
| 第9回  | 2020年6月27日  | 横浜 ラジアントホール                | 2020年7月3日   | なし                           |
| 第9回  | 2020年6月27日  | 横浜 ラジアントホール                | 2020年7月10日  | なし                           |
| 第10回 | 2021年3月27日  | 横浜 ラジアントホール                | 2021年4月9日   | なし                           |
| 第10回 | 2021年3月27日  | 横浜 ラジアントホール                | 2021年4月16日  | なし                           |